# To co prawdziwe o świcie
To co prawdziwe o świcie (ang. True at First Light) – powieść autorstwa Ernesta Hemingwaya wydana pośmiertnie w 1999 roku.

## Fabuła
Po śmierci Hemingwaya, jego drugi syn Patrick odnalazł ponad dwieście stron rękopisu powieści w gabinecie ojca. W 1998 roku przeredagował tekst, a rok później go wydał. Jest to w dużej mierze autobiograficzna powieść. Postacie są tu autentyczne, podobnie jak wydarzenia. Opowiada o ostatniej wyprawie autora na safari, w 1953 roku, z której powrócił ulegając dwóm wypadkom lotniczym. Powieść opatrzona jest rozbudowanym wstępem, a także stroną podziękowań i cytatem z Ernesta Hemingwaya jako mottem przewodnim książki.

## Czas i miejsce akcji
Akcja powieści rozgrywa się w okolicach Świąt Bożego Narodzenia w 1953 roku w Kenii w okręgu Kajiado.

## Bohaterowie
- Ernest Hemingway – narrator i główny bohater powieści.
- Miss Mary – czwarta żona Hemingwaya, przebywająca razem z nim w Afryce.
- A.D. (Amator Dżinu) – łowczy brytyjski i towarzysz Ernesta.
- Informator – pracuje dla policji, ale pomaga Hemingwayowi.
- Bwana Mysz – średni syn Ernesta, Patrick Hemingway.
- Debba – kobieta, z którą spotyka się główny bohater.
- Państwo Singh – mieszkańcy sąsiedniego obozu.
- Chungo – jeden ze zwiadowców.
- Ngui i Charo – nosiciele broni i towarzysze Ernesta.
- Arap Meina – zwiadowca Hemingwaya.
- Mwengi – nosiciel broni Popa.
- Willie – pilot pomagający bohaterom.
- Nquili – kucharz w obozie Hemingwaya.
- Mbebia – nadrzędny kucharz w obozie Hemingwaya.
- Msembi – jeden ze stewardów w obozie Hemingwaya.
- Keiti – myśliwy, pomocnik Ernesta.
- Mwindi – podwładny Keitiego zajmujący się służbą domową.
- Mthuka – kierowca afrykański.
- Harry Dunn – policjant administracji Kajiado.
- Pop (Philip Percival) – często wspominany w powieści, najbardziej doświadczony i najstarszy z myśliwych w Kenii.